# Retortenband
Retortenband ist eine abfällige Bezeichnung für eine Band, die nicht von ihren Mitgliedern gegründet wurde, sondern durch Angehörige der Musikindustrie – meist Musikproduzenten oder ein Tonträgerunternehmen. Die Bandmitglieder werden in der Regel aus einem großen Bewerberkreis durch ein Castingverfahren ausgewählt, wobei der Stil und das Image der Band von Anfang an feststehen. Seit den 1990er-Jahren wird zuweilen auch das Casting selbst öffentlich in Form einer Castingshow vermarktet. 
Im Unterschied zu anderen Bands bestehen Retortenbands meist nur aus Sängern und Sängerinnen, die auch tanzen; Instrumentalisten fehlen oft ganz. Die Bandmitglieder schreiben weder ihre Texte oder ihre Musik selbst, noch entscheiden sie selbst über ihre Bühnenshow (Kostüme, Choreographie, Bühnenbild), sondern sie führen nur das auf, was für sie geschrieben wird. 
Der Begriff leitet sich von der Bezeichnung für ein Laborgerät ab (siehe Retorte) und spielt darauf an, dass solche Bands gewissermaßen künstlich „gezüchtet“ werden. Eine andere Bezeichnung lautet Castingband. 
Als erste Retortenband gelten die Monkees, die gezielt als amerikanische Antwort auf die Beatles konzipiert wurden. Weitere Beispiele sind die Village People, die New Kids on the Block und die Spice Girls, in Deutschland Boney M. und die No Angels.